# Seevekanal
El Seevekanal o Canal del Seeve, també anomenat Meckfelder Kanal, és un canal antic, excavat al segle xvi. Connecta el riu Seeve des del nucli de Maschen (municipi de Seevetal) amb el port d'aleshores ciutat independent d'Harburg. Desguassa a l'Elba meridional via aquest port.
El duc Otó I de Braunschweig-Lüneburg-Harburg n'hauria ordenat la construcció el 1540 per a tres raons: desguassar els aiguamolls de Meckfeld, alimentar els molíns d'Harburg i aportar aigua potable. Segons altres fonts, la construcció del canal ja hauria començat al segle anterior. Tot i ésser un canal, es comporta com un riu. Des del començament a la resclosa al nucli Hohe Horsten al qual bifurca del riu Seeve, té una conca d'uns 75,68 km², dos afluents majors i una sèrie de wetterns. El cabal mitjà és d'1,5 m³/s.
Es va construir un pas de peix a la resclosa de desguàs Karnappwehr a la desembocadura, per a contribuir a augmentar la biodiversitat que avui és encara força baixa. Una sèrie de mesures per a renaturalitzar el canal han començat el 2011. El 2023 ja es van observar els resultats: divuit espècies de peix hi han tornat, entre d'altres la perca de riu, el Salmo trutta fario, Lampetra planeri, l'anguila i el Salmo trutta trutta. El pas de peix de la resclosa de Karnapp del 2011 nogensmenys no era ideal i se'n construeix un de nou.
Un obstacle major queda encara la resclosa a l'entrada del port d'Harburg a l'Elba meridional.

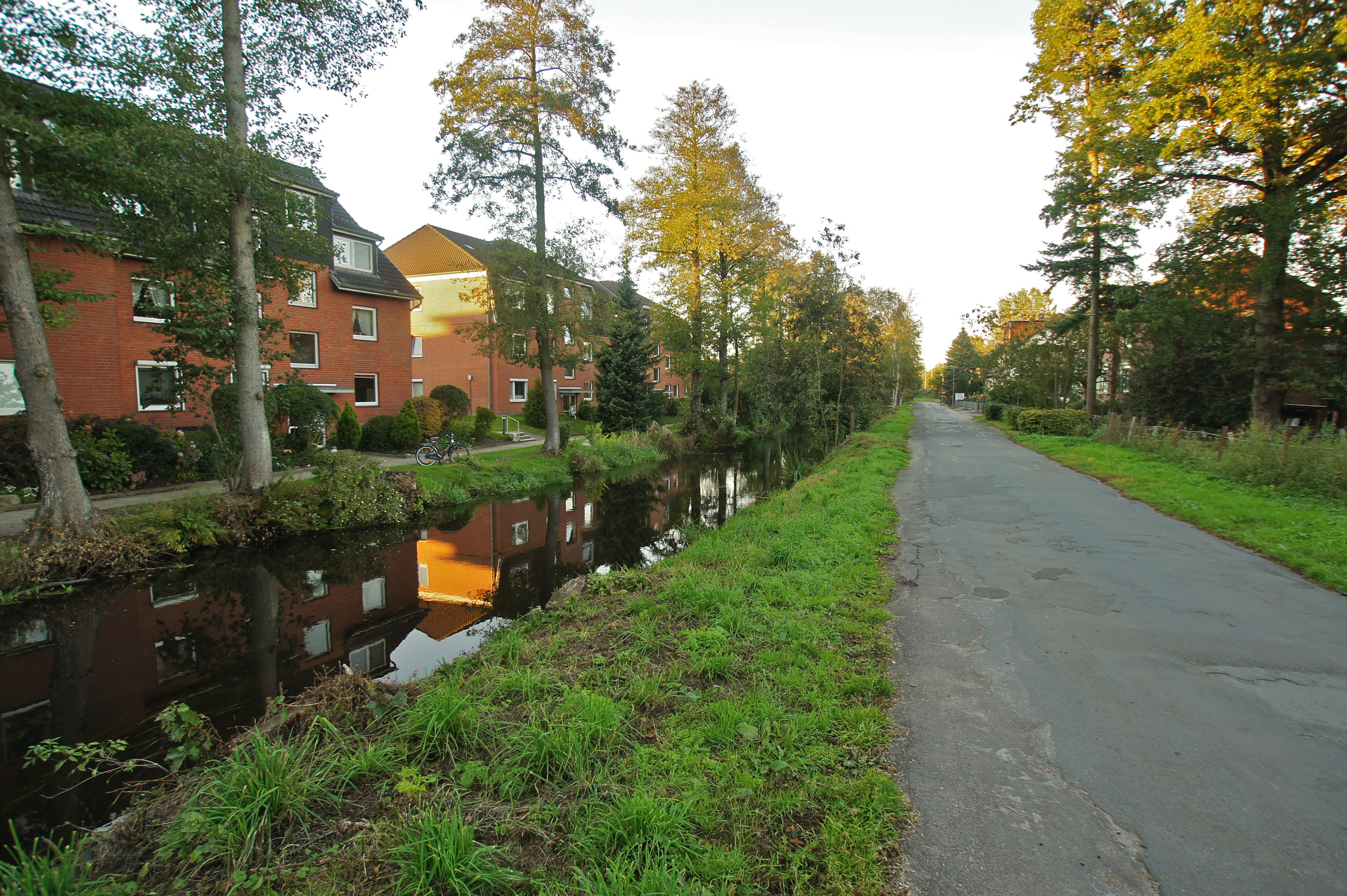
El canal a Maschen
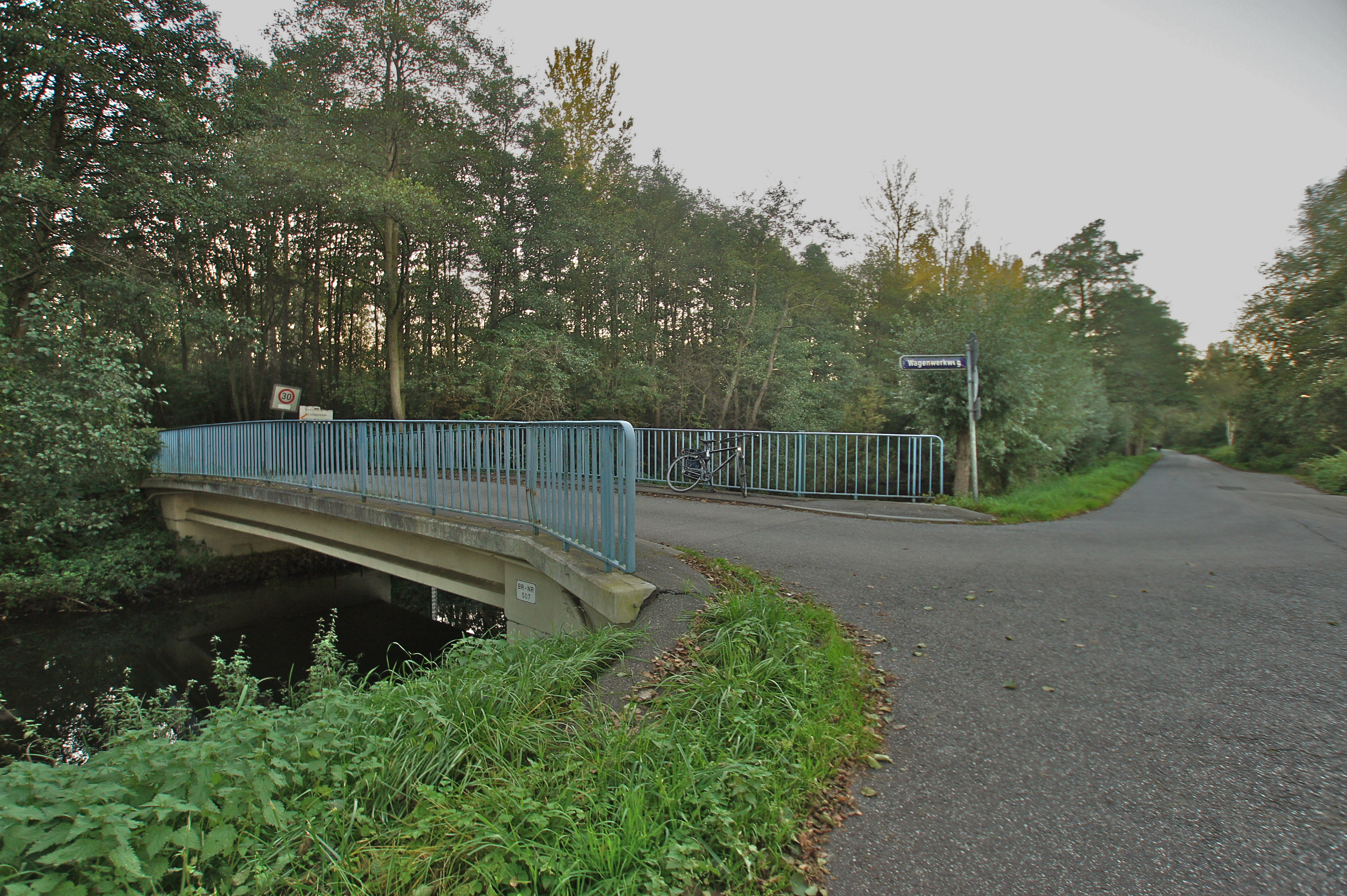
El canal a la fontera entre Hamburg i la Baixa Saxònia
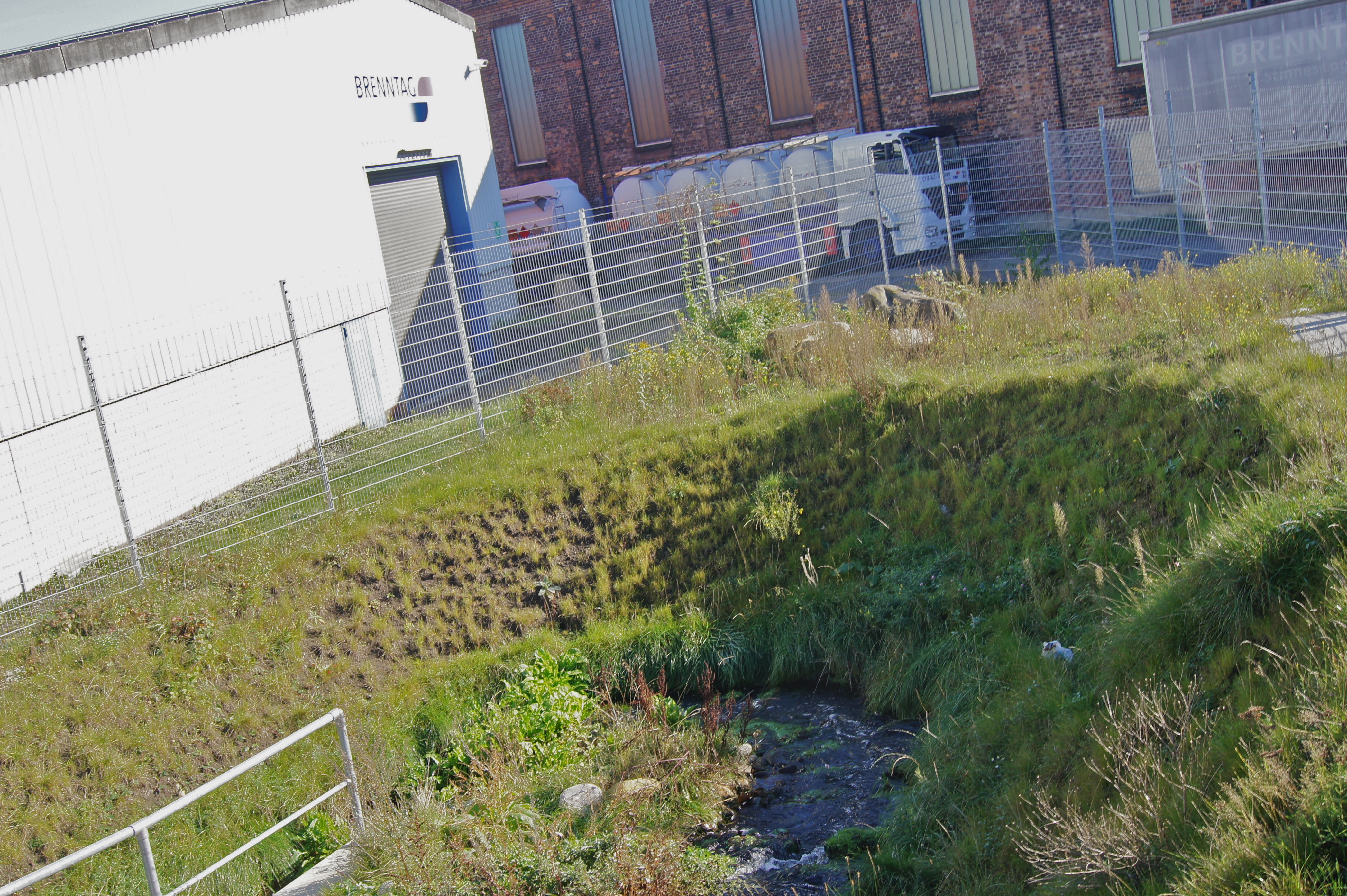
El pas de peix a la resclosa de desguàs de Karnapp
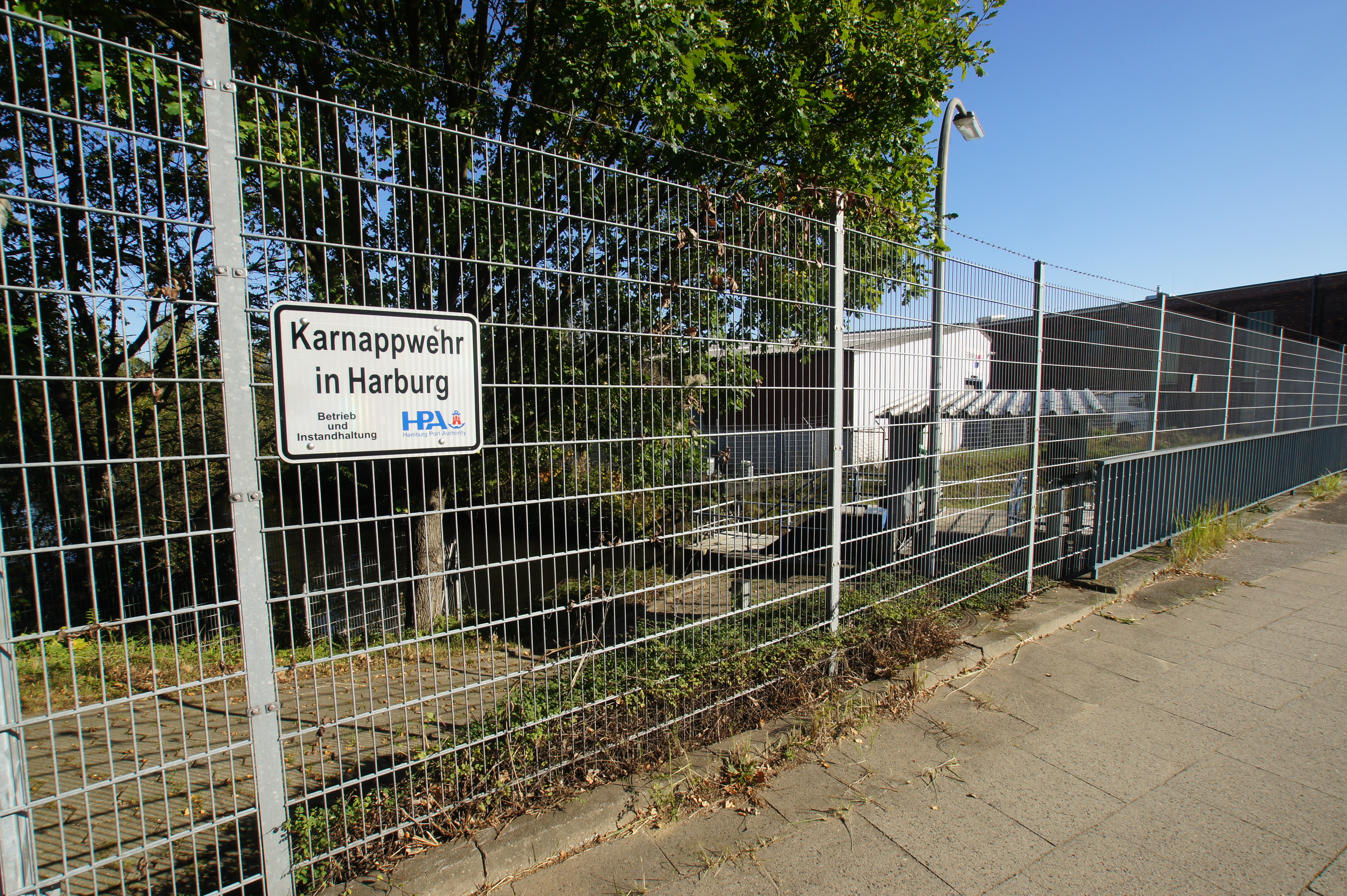
La resclosa de desguàs de Karnapp

## Rescloses
- Karnappschleuse
- Hohe Horstenschleuse

## Afluents
- Karoxbosteler Mühlengraben
- Engelbek, també anomenat Mühlenbach
  - Schulteichgraben
- Uns wetterns sense nom al marge septentrional que desguassen Meckfeld, un barri de Seevetal.